# 饒昌麟
饒昌麟（?—?），江西省撫州府臨川縣人，清朝政治人物、進士出身。
光緒九年（1883年），参加癸未科殿試，登進士二甲35名。同年五月，著以主事分部学习。